# Regia
Regia je bila dvodelna zgradba v antičnem Rimu, ki je ležala vzdolž ceste Via Sacra na robu Rimskega foruma, ki je prvotno služila kot rezidenca ali eden od glavnih sedežev rimskih kraljev in kasneje kot urad Pontifex maximus, najvišjega verskega uradnika v Rimu . Zasedala je trikotno obliko terena med templjem Veste, templjem Divus Julija in templjem Antonina in Faustine. Še vedno so ohranjeni temelji republikanske / imperialne regije. Podobno kot kurija, je bila večkrat uničena in obnovljena še v času rimske monarhije. Študije so pokazale, da je več plasti podobnih stavb z bolj rednimi značilnostmi, kar je spodbudilo teorijo, da naj bi  ta "republikanska regija" imela drugačno uporabo.

## Zgodovina
Po starodavni tradiciji jo je zgradil drugi rimski kralj Numa Pompilij kot kraljevo palačo . Latinski izraz regia se lahko prevede kot 'kraljeva rezidenca'. Pravijo, da je zgradil tudi tempelj Veste in hišo vestalkinih devic ter Domus Publica. To je ustvarilo osrednje območje političnega in verskega življenja v mestu in kraljestvu. Ko je Julij Cezar postal Pontifex maximus, je opravljal svoje dolžnosti iz Regije.
Tu so bili arhivi pontifiksa, teksti vseh vrst molitev, zaobljub, žrtvovanja itd., državni koledar svetih dni, Annales (kronike) - zapis dogodkov vsakega leta za javno referenco - in zakoni, ki so se nanašali na poroko, smrt, oporoke, itd.
Regia je bila mesto kolegija pontifikov (collegium pontificum) in v času Fratres Arvales (Arvalskih bratov). Leta 148 pr. n. št. je bila požgana in obnovljena (za morebiten požig naj bi bili odgovorni Galci v 390 pr. n. št.  in ponovno 36. pr. n. št., osem let po smrti Julija Cezarja, ko je Gnej Domicij Kalvin izvedel obnovo v marmorju) na stari podlagi.

## Arhitektura
Prenovljena zgradba (ki se je v 7. ali 8. stoletju spremenila v zasebno stanovanjsko zgradbo) je imela nepravilno oblikovano zaprto dvorišče, ki je bilo tlakovano v tufu, z lesenim portikom. Notranjost je bila razdeljena v tri prostore z vhodom iz dvorišča v srednjo sobo.
Zahodna soba je bila svetišče Marsa, sacracium Martis, v katerem so bili shranjeni Marsovi ancilia (ščiti). Tu so stala tudi kopja, ki so bila posvečena Marsu, hastae Martiae. Po legendi bi se, če bi kopja začela vibrirati, zgodilo nekaj groznega. Rečeno je, da so vibrirala v noči 14. marca leta 44 pr. n. št., ko je Cezar, takrat Pontifex maximus, kljub vibracijam kopij, zapustil Regijo, da bi se udeležil sestanka senata, kjer je bil umorjen.
Vzhodna soba je vsebovala zatočišče boginje Ops Consiva, tako sveta, da je bilo dovoljeno vstopiti le  pontifex maximusu in Vestalkam.
Lokacija Regie je bila že pred časom raziskana z arheološkimi izkopavanji, na voljo je tudi celovit prikaz mesta. Mesto je bilo prvič očiščeno med letoma 1872 in 1875 . Leta 1876 je F. Dutert razpravljal o tem v svoji knjigi o Forumu Romanum , nato pa je Nichols mesto označil kot regijo leta 1886. Leta 1889 ga je Hülsen ponovno raziskal. Italijanski arheolog Giacomo Boni  je leta 1899 opravil izkopavanja na tem mestu. Ameriški arheolog Frank Brown je na tem mestu kopal v 1930-ih letih in ponovno v 1960-ih. Arhitekturne terakota črepinje iz Brownovih izkopavanj so bile objavljene leta 1995. 